# Forn de calç (Gelida)
El Forn de calç de Gelida (Alt Penedès) és una obra inclosa a l'Inventari del Patrimoni Arquitectònic de Catalunya.

## Descripció
Es tracta d'un forn de calç situat al terme municipal de Gelida al costat de la carretera BV-2425 a l'alçada de la Serra de Sant Miquel. El seu estat de conservació és molt precari, podríem dir ruïnós. Alhora, el 90% de la seva superfície està cobert per vegetació, sobre tot heura.
El diàmetre del forn és de 5 metres aproximadament, amb una alçada de 2,75 metres. La boca és d'arc de mig punt i encara es conserva bé la seva estructura. El parament és de carreus irregulars.